# أحمد أباد خانليق
أحمد أباد خانليق هي قرية في مقاطعة ميانة، إيران. عدد سكان هذه القرية هو 122 في سنة 2006.